# Oneus
Oneus (tiếng Hàn: 원어스, cách điệu: ONEUS) là một nhóm nhạc nam Hàn Quốc được thành lập và quản lý bởi công ty RBW. Nhóm chính thức ra mắt vào ngày 9 tháng 1 năm 2019 với mini album "Light Us". Sau khi RAVN rời nhóm vào năm 2022, hiện tại nhóm hoạt động với 5 thành viên: Seoho, Leedo, Keonhee, Hwanwoong và Xion.

## Tên gọi
ONEUS ngoài ý nghĩa các thành viên cùng hội ngộ, nhận lấy nguồn năng lượng nhiệt huyết và tình yêu bất diệt từ fan, tên nhóm còn tượng trưng cho sứ mệnh của họ: tập hợp tất cả để tạo ra 1 thế giới thống nhất. ONE-US có cách đọc gần âm với từ ONE-Earth, tức là một quả địa cầu độc nhất.
Ngày 27 tháng 3, ONEUS công bố TO MOON là tên fandom chính thức của nhóm. TO MOON là một cái tên mang ý nghĩa ẩn dụ, ví von người hâm mộ là mặt trăng, vốn là vệ tinh tự nhiên duy nhất, luôn xoay quanh và hướng về Trái Đất - tức ONEUS.

## Lịch sử

### 2017-2018: Trước khi ra mắt
Seoho, Hwanwoong và Keonhee từng tham gia chương trình sống còn Produce 101 mùa 2 với tư cách là những thực tập sinh nam đại diện cho RBW trong nửa cuối năm 2017. Seoho đã bị loại ở tập 5 khi đứng hạng 94, tuy vậy, anh chàng đã thể hiện được kĩ năng thể thao, nhào lộn vô cùng xuất sắc của mình cùng nụ cười tỏa nắng luôn nở trên môi. Hwanwoong đã bị loại ở tập 8 khi đứng hạng 42 nhưng cũng đã thể hiện vô cùng xuất sắc kĩ năng vũ đạo cùng biểu cảm lôi cuốn của mình trước ống kính. Keonhee đã bị loại ở tập 10 khi đứng hạng 33 một cách tiếc nuối. Giọng hát của anh chàng đã chinh phục nhiều người hâm mộ trong bài hát Amazing Kiss.
Ravn và Seoho từng tham gia trong chương trình sống còn của YG, Mix Nine với tư cách là những thực tập sinh nam đại diện cho RBW trong nửa cuối năm 2017, họ bị loại lần lượt ở vị trí thứ 27 và 19 trong tập 11. Leedo cũng đã tham gia Mix Nine, tuy nhiên, anh đã không vượt qua buổi thử giọng đầu tiên.
Vào tháng 11 năm 2017, RBW đã giới thiệu dự án đầu tay có tên RBW Trainee Real Life - We Will Debut để ra mắt các nhóm nhạc nam của họ. Keonhee, Hwanwoong và 7 thực tập sinh khác (ba nam và bốn nữ) đã tham gia vào chương đầu tiên của dự án, trong đó họ mời 100 người làm khán giả của họ trong giai đoạn đánh giá tại Trung tâm nghệ thuật RBW. Dự án sẽ tổ chức các sự kiện hoặc buổi biểu diễn mỗi tháng và cuộc sống hàng ngày của các học viên, bao gồm các khóa đào tạo và đánh giá hàng tháng sẽ được phát sóng trên Olleh TV và Naver's V-Live. Vào tháng 12 năm 2017, Keonhee và Hwanwoong đã tham gia vào chương thứ hai "Special Party" với các đồng đội của họ, MAS.
Đầu năm 2018, Keonhee, Hwanwoong và các thực tập sinh khác: Ravn, Seoho và Xion đã được giới thiệu là một nhóm trước khi ra mắt RBW Boyz. Vào tháng 4 năm 2018, RBW Boyz đã giới thiệu thành viên mới - Leedo. Vào tháng 6 năm 2018, RBW Boyz xác nhận sẽ ra mắt với tên ONEUS. Vào ngày 27 tháng 9, ONEUS và các đồng nghiệp của họ - ONEWE (trước đây là MAS) đã phát hành đĩa đơn "Last Song".

### 2019: Ra mắt,Raise Us,Soribada Best K-Music Awards2019,Fly With Us vàKY STAR AWARDS

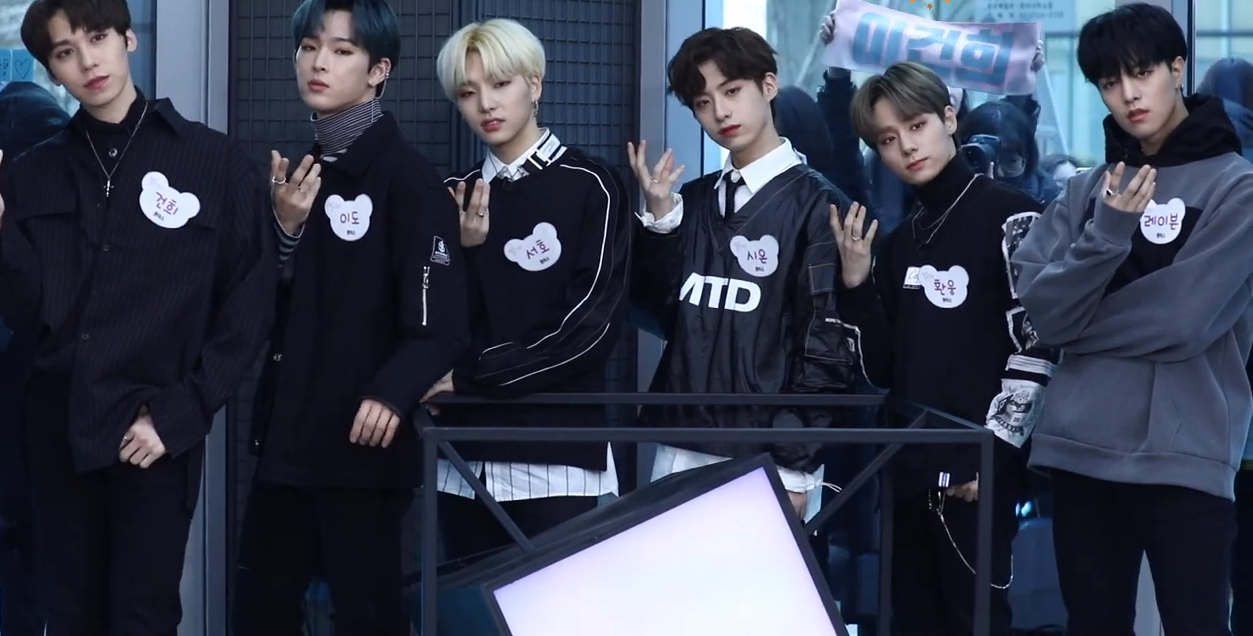
Oneus vào tháng 1 năm 2019

ONEUS ra mắt với mini album debut mang tên ''Light Us'' được phát hành vào ngày 9 tháng 1 năm 2019, với bài hát chủ đề "Valkyrie". Một buổi giới thiệu đầu tiên đã được tổ chức cùng với việc phát hành album tại Yes24 Live Hall. Chương trình âm nhạc M Countdown vào ngày 10 tháng 1 là sân khấu ra mắt chính thức của họ.
Vào ngày 11 tháng 3, RBW thông báo rằng Ravn sẽ tạm thời ngừng các hoạt động của nhóm do các vấn đề cá nhân và sức khỏe.
Vào cuối tháng 4, Ravn đã tham gia các hoạt động của nhóm sau khi sức khỏe của anh được cải thiện.
Ngày 20 tháng 4, nhóm đã được công bố là chiến thắng giải thưởng FAN N STAR về hạng mục ngôi sao đang lên.
Vào ngày 29 tháng 5, ONEUS đã phát hành mini album thứ 2 mang tên ''Raise Us'', với bài hát chủ đề "Twilight".
Ngày 21 tháng 6, RBW thông báo rằng buổi hòa nhạc đầu tiên của ONEUS tại Nhật Bản mang tên 2019 Oneus Japan 1st Live: 光 sẽ được tổ chức tại Osaka Zepp Namba vào ngày 28 tháng 7 và Zepp DiverCity của Tokyo vào ngày 25 tháng 8.
Vào ngày 7 tháng 8, Oneus phát hành đĩa đơn đầu tiên tại Nhật Bản mang tên "Twilight". Đĩa đơn đã bán được hơn 60.000 bản được bán kể từ hai tháng phát hành.
Tại sân khấu nhà thi đấu Thể dục dụng cụ Olympic ngày 23 tháng 8, nhóm đã được công bố là chiến thắng giải thưởng Soribada Best K-Music Awards về hạng mục nghệ sĩ mới.
Ngày 30 tháng 10, ONEUS đã phát hành mini album thứ 3 mang tên ''Fly With Us'', với bài hát chủ đề "Lit".
Vào ngày 29 tháng 11, nhóm đã được công bố là chiến thắng giải thưởng KY STAR AWARDS về hạng mục thần tượng được mong đợi nhất.
Tháng 11 năm 2019, ONEUS đã tổ chức chuyến lưu diễn đầu tiên tại Châu Âu mang tên Fly With Us tại sáu thành phố từ New York, Chicago, Atlanta, Dallas, Minneapolis và kết thúc ở Los Angeles.
Vào ngày 18 tháng 12, đĩa đơn thứ hai của họ tại Nhật Bản có tên "808" đã được phát hành. "808" ra mắt ở vị trí số 1 trên Bảng xếp hạng hàng ngày của Oricon với 3.662 bản được bán trong vòng một ngày kể từ khi phát hành.

### 2020: Sự trở lại vớiIn Its Time, Road to Kingdom,LivedvàBbusyeo
Vào ngày 10 tháng 1, ONEUS đã tổ chức buổi họp mặt người hâm mộ kỷ niệm 1 năm của họ mang tên ONEUS 1st Anniversary'Our Moment tại Yes 24 Live Hall ở Seoul.
Đầu tháng 2, ONEUS đã thông báo rằng họ sẽ tổ chức buổi hòa nhạc tại Nhật Bản của họ mang tên 2020 ONEUS Japan 2nd Live <Fly With Us Final> tại Osaka vào ngày 8 đến 9 tháng 2 và Chiba vào ngày 15 đến 16 tháng 2. Buổi hòa nhạc kết thúc với 2.200 người tham dự Osaka và 3.800 người tham dự tại Chiba.
Vào ngày 20 tháng 3, nhóm đã thông báo rằng nhóm sẽ tham gia cuộc thi truyền hình thực tế Road to Kingdom của Mnet. Ngày 12 tháng 6, họ đã phát hành bài hát cuối cùng "Come Back Home" cho đêm chung kết của chương trình, và kết thúc ở vị trí thứ tư chung cuộc.
Ngày 24 tháng 3, nhóm đã phát hành một album đơn mang tên "In Its Time" với bài hát chủ đề "A Song Written Easily". Với giai điệu nhẹ nhàng cùng tiếng piano, tiếng gió, tiếng huýt sáo bên cảnh biển, bài hát đã ghi điểm trong lòng người nghe.
Vào ngày 13 tháng 8, nhóm đã được công bố là chiến thắng giải thưởng Soribada Best K-Music Awards về hạng mục biểu tượng mới.
Vào ngày 19 tháng 8, nhóm đã phát hành mini album thứ 4 với đĩa đơn mở đường mang tên "To Be or Not To Be".
Vào ngày 1 tháng 12, nhóm đã phát hành đĩa đơn kỹ thuật số đầu tiên mang tên "Bbusyeo".

### 2021:Devil, Binary Code và Blood Moon
Vào ngày 19 tháng 1, nhóm đã phát hành album phòng thu đầu tiên mang tên Devil, với ca khúc chủ đề "No Diggity".
Vào ngày 11 tháng 5, nhóm phát hành EP thứ năm Binary Code, với đĩa đơn chủ đạo "Black Mirror". EP cũng chứa một phiên bản rock của bài hát đầu tay "Valkyrie".
Có thông báo rằng Oneus sẽ tổ chức buổi hòa nhạc trực tuyến và ngoại tuyến "Oneus Theater: Blood Moon" tại Seoul từ ngày 6 đến ngày 7 tháng 11.
Vào ngày 9 tháng 11, nhóm phát hành EP thứ sáu Blood Moon, với đĩa đơn chủ đạo "Luna". Vào ngày 17 tháng 11, nhóm đã giành được chiến thắng đầu tiên trong sự nghiệp trên chương trình âm nhạc với "Luna" trên MBC M Show Champion.
Ngày 21 tháng 12, Oneus phát hành đĩa đơn hợp tác mới với Onewe mang tên "Stay".

### 2022-nay: Blood Moon tour,Trickster,Malusvà Ravn rời nhóm
Vào tháng 2 năm 2022, Oneus bắt đầu chuyến lưu diễn tại Hoa Kỳ, với 12 điểm dừng bao gồm các thành phố lớn như Thành phố New York và Los Angeles và các thành phố nhỏ hơn như Wilkes-Barre và Lawrence.
Vào tháng 4, Oneus đã thông báo hai điểm dừng để tiếp tục chuyến lưu diễn Blood Moon, tổ chức buổi hòa nhạc Nhật Bản thứ ba với buổi biểu diễn ở Chiba và Osaka. Họ cũng thông báo sự trở lại với EP thứ bảy Trickster, được phát hành vào ngày 17 tháng 5, với đĩa đơn chủ đạo "Bring It On".
Ngày 1 tháng 6, RBW đã công bố poster "2022 Oneus Japan 1st Fan Meet Summer'" thông qua SNS chính thức của ONEUS là sự kiện fanmeeting tại Nhật Bản được tổ chức vào ngày 25 tháng 6 và 3 tháng 7.
Vào ngày 16 tháng 8, họ thông báo trở lại vào ngày 5 tháng 9 với EP thứ tám, Malus.
Vào ngày 17 tháng 10 năm 2022, RBW thông báo Ravn sẽ tạm dừng hoạt động do có báo cáo về hành vi không phù hợp và cho đến khi quá trình xác minh thực tế hoàn tất.
Vào ngày 27 tháng 10 năm 2022, RBW thông báo rằng sau khi cân nhắc, Ravn đã đưa ra quyết định tự nguyện rời nhóm, Oneus sẽ tiếp tục hoạt động với 5 thành viên.
Vào ngày 13 tháng 4, RBW thông báo rằng ONEUS sẽ trở lại vào tháng 5 với mini-album thứ chín của họ. Vào ngày 17 tháng 4, họ công bố mini album Pygmalion, được phát hành vào ngày 8 tháng 5.
Vào ngày 5 tháng 9, có thông báo rằng nhóm sẽ phát hành mini album thứ 10, La Dolce Vita, vào ngày 26 tháng 9.
Vào ngày 15 tháng 4 năm 2024, có thông tin cho biết ONEUS sẽ phát hành một bài hát mới vào tháng 5. Vào ngày 9 tháng 5, có thông tin xác nhận rằng nhóm sẽ phát hành đĩa đơn kỹ thuật số thứ tư " Now " vào ngày 22 tháng 5.
Vào ngày 10 tháng 7, có thông báo rằng ONEUS sẽ tham gia Road to Kingdom: Ace of Ace.
Vào ngày 4 tháng 12, ONEUS thông báo rằng họ sẽ phát hành một đĩa đơn kỹ thuật số vào cuối tháng và một album đặc biệt vào tháng 1 năm 2025. Ngày hôm sau, họ thông báo " Rupert's Drop ", dự kiến vào ngày 9 tháng 12.
Vào ngày 5 tháng 1, họ thông báo về album đặc biệt đầu tiên của mình là Dear.M , dự kiến phát hành vào ngày 14 tháng 1.

## Thành viên
- Chú thích: Không công bố trưởng nhóm.

| Nghệ danh           | Nghệ danh | Nghệ danh  | Tên khai sinh             | Tên khai sinh   | Tên khai sinh           | Tên khai sinh   | Tên khai sinh              | Ngày sinh        | Vị trí                                  | Nơi sinh                      | Quốc tịch |
| Latinh              | Hangul    | Kana       | Latinh                    | Hangul          | Kana                    | Hanja           | Hán Việt                   | Ngày sinh        | Vị trí                                  | Nơi sinh                      | Quốc tịch |
| Thành viên hiện tại |           |            |                           |                 |                         |                 |                            |                  |                                         |                               |           |
| Seoho               | 서호      | ソホ       | Lee Seo-ho / Lee Gun- min | 이서호 / 이건민 | イ・ソホ / イ・コンミン | 李抒澔 / 李建旻 | Lý Thiều Hạo / Lý Kiến Mẫn | 7 tháng 6, 1996  | Main Vocalist, Lead Dancer              | Busan, Hàn Quốc               | Hàn Quốc  |
| Leedo               | 이도      | イド       | Kim Geon-hak              | 김건학          | キム・コンハク          | 金建學          | Kim Kiến Học               | 26 tháng 7, 1997 | Main Rapper, Sub Vocalist               | Uijeongbu, Gyeonggi, Hàn Quốc | Hàn Quốc  |
| Keonhee             | 건희      | コンヒ     | Lee Keon-hee              | 이건희          | イ・コンヒ              | 李建熙          | Lý Kiến Hy                 | 27 tháng 6, 1998 | Main Vocalist, Dancer                   | Seongnam, Gyeonggi, Hàn Quốc  | Hàn Quốc  |
| Hwanwoong           | 환웅      | ファンウン | Yeo Hwan-woong            | 여환웅          | ヨ・ファンウン          | 呂焕雄          | Lữ Hoán Hùng               | 26 tháng 8, 1998 | Main Dancer, Lead Vocalist, Lead Rapper | Seoul, Hàn Quốc               | Hàn Quốc  |
| Xion                | 시온      | シオン     | Son Dong-ju               | 손동주          | ソン・ドンジユ          | 孫東柱          | Tôn Đông Châu              | 10 tháng 1, 2000 | Sub Vocalist, Visual, Maknae            | Seoul, Hàn Quốc               | Hàn Quốc  |
| Cựu thành viên      |           |            |                           |                 |                         |                 |                            |                  |                                         |                               |           |
| Ravn                | 레이븐    | ラヴン     | Kim Young-jo              | 김영조          | キム・ヨンジョ          | 金英祖          | Kim Anh Triệu              | 2 tháng 9, 1995  | Main Rapper, Sub Vocalist, Producer     | Yongin, Gyeonggi, Hàn Quốc    | Hàn Quốc  |

## Danh sách đĩa nhạc

### Album phòng thu
| Năm   | Thông tin album                                                                               | Vị trí xếp hạng cao nhất | Danh sách bài hát | Doanh số      |
| Năm   | Thông tin album                                                                               | HQ                       | Danh sách bài hát | Doanh số      |
| Devil | - Phát hành: 19 tháng 1 năm 2021 - Hãng đĩa: RBW - Định dạng: CD, digital download, streaming | 2                        | Danh sách 1. Intro: Devil Is in the Detail 2. No Diggity (반박불가) 3. Leftover (식은 음식) 4. Incomplete (완벽하지 않아도 괜찮아) 5. Youth 6. Bbusyeo (뿌셔) 7. Rewind (우리의 시간은 거꾸로 흐른다) 8. Lion Heart 9. What You Doing? 10. I.P.U (눈부시게 빛이 나던 그날) 11. Outro: Connect with Us | - HQ: 118,372 |

### Mini album
| Tên         | Thông tin album                                                                            | Danh sách bài hát | Vị trí xếp hạng cao nhất | Vị trí xếp hạng cao nhất | Doanh số                 |
| Tên         | Thông tin album                                                                            | Danh sách bài hát | HQ                       | TG                       | Doanh số                 |
| Light Us    | - Phát hành: 9 tháng 1 năm 2019 - Hãng: RBW - Định dạng: CD, digital download, streaming   | Danh sách 1. Intro: Light Us 2. Zig Zag (삐뚤빼뚤) 3. Valkyrie (발키리) 4. Red Thread (붉은 실) 5. Eye Contact 6. Hero 7. Crazy&Crazy (ㅁㅊㄷㅁㅊㅇ) (Prod. CyA) | 6                        | —                        | - HQ: 36,242             |
| Raise Us    | - Phát hành: 29 tháng 5 năm 2019 - Hãng: RBW - Định dạng: CD, digital download, streaming  | Danh sách 1. Intro: Time 2. Twilight (태양이떨어진다) 3. English Girl 4. BingBing 5. White Night 6. Now                                                          | 4                        | —                        | - HQ: 40,074             |
| Fly with Us | - Phát hành: 30 tháng 10 năm 2019 - Hãng: RBW - Định dạng: CD, digital download, streaming | Danh sách 1. Intro: Fly me to the moon 2. Plastic Flower (윙윙윙윙) 3. Lit (가자) 4. Blue Sky 5. Level Up 6. Stand By                                            | 4                        | 15                       | - HQ: 44,036 - NB: 2,441 |
| LIVED       | - Phát hành: 19 tháng 8 năm2020 - Hãng: RBW - Định dạng: CD, digital download, streaming   | Danh sách 1. Intro: Lived 2. To Be or Not To Be 3. Dead Or Alive 4. Dizzy (흔란하다 흔란해) 5. Airplane 6. Come Back Home                                        | 5                        | —                        | - HQ: 108,257            |

### Album đơn
| Tên         | Thông tin album                                                                           | Danh sách bài hát                                   | Vị trí xếp hạng cao nhất | Doanh số     |
| Tên         | Thông tin album                                                                           | Danh sách bài hát                                   | HQ                       | Doanh số     |
| IN ITS TIME | - Phát Hành: 24 tháng 3 năm 2020 - Hãng: RBW - Định dạng: CD, digital download, streaming | Danh sách 1. A Song Written Easily 2. Hide and Seek | 5                        | - HQ: 44,343 |

### Đĩa đơn
| Tên                                                                                       | Năm  | Vị trí xếp hạng cao nhất | Vị trí xếp hạng cao nhất | Vị trí xếp hạng cao nhất | Vị trí xếp hạng cao nhất | Doanh số               | Album                         |
| Tên                                                                                       | Năm  | HQ                       | NB                       | NB Hot                   | TG                       | Doanh số               | Album                         |
| Hàn Quốc                                                                                  |      |                          |                          |                          |                          |                        |                               |
| "Valkyrie" (발키리)                                                                       | 2019 | —                        | —                        | —                        | 15                       | —                      | Light Us                      |
| "Twilight" (태양이떨어진다)                                                               | 2019 | —                        | —                        | —                        | —                        | —                      | Raise Us                      |
| "Lit" (가자)                                                                              | 2019 | —                        | —                        | —                        | 14                       | —                      | Fly With Us                   |
| Nhật Bản                                                                                  |      |                          |                          |                          |                          |                        |                               |
| "Twilight"                                                                                | 2019 | —                        | 4                        | 17                       | —                        | - Nhật: 34,549 (Thuần) | Đĩa đơn không nằm trong album |
| "808"                                                                                     | 2019 | —                        | 3                        | 15                       | —                        | - Nhật: 36,325 (Thuần) | Đĩa đơn không nằm trong album |
| "A Song Written Easily" (쉽게 쓰여진 노래)                                                | 2020 | —                        | —                        | —                        | 11                       | —                      | In Its Time                   |
| "To Be Or Not To Be"                                                                      | 2020 | —                        | —                        | —                        | —                        | —                      | Lived                         |
| "Bbusyeo" (뿌셔)                                                                          | 2020 | —                        | —                        | —                        | —                        | —                      | Devil                         |
| "No Diggity" (반박불가)                                                                   | 2021 | 146                      | —                        | —                        | 18                       | —                      | Devil                         |
| "—" cho biết Album không lọt vào bảng xếp hạng hoặc không được phát hành tại khu vực này. |      |                          |                          |                          |                          |                        |                               |

### Hợp tác
| Tên                                                                                       | Năm  | Vị trí xếp hạng cao nhất | Doanh số | Album         |
| Tên                                                                                       | Năm  | HQ                       | Doanh số | Album         |
| "Last Song" cùng với ONEWE                                                                | 2018 | —                        | —        | We Will Debut |
| "—" cho biết Album không lọt vào bảng xếp hạng hoặc không được phát hành tại khu vực này. |      |                          |          |               |

## Video âm nhạc

### Video âm nhạc
| Năm  | Tựa đề                      | Ghi chú           |
| 2018 | ''Last Song''               | Kết hợp với Onewe |
| 2019 | "Valkyrie"                  | —                 |
| 2019 | "Twilight"                  | —                 |
| 2019 | ''Lit''                     | —                 |
| 2019 | "Twilight"(Japanse ver.)    | —                 |
| 2019 | ''808''                     | —                 |
| 2020 | "A Song Witten Easily"      | —                 |
| 2020 | "To Be or Not To Be"        | —                 |
| 2021 | "No Diggity"                | —                 |
| 2021 | "No Diggity (Japanse ver.)" |                   |
| 2021 | "Black Mirror"              |                   |

### Video âm nhạc đã xuất hiện
| Năm  | Tựa đề                   | Nghệ sĩ | Thành viên | Ghi chú     |
| 2018 | ''Giả vờ nói yêu em đi'' | Jin Ju  | Ravn       | Vietnamese  |
| 2018 | ''Petal''                | Jin Ju  | Ravn       | Korean Ver. |

## Các bài hát khác
| Năm  | Tựa đề             | Album                 | Ghi chú                                |
| 2019 | "Koisii"           | —                     | Bao gồm trong CD tiếng Nhật "Twilight" |
| 2019 | "Kiseki"           | —                     | Bao gồm trong CD tiếng Nhật "Twilight" |
| 2019 | "Valkyrie" JPver   | —                     | Bao gồm trong CD tiếng Nhật "Twilight" |
| 2019 | "A Thousand Stars" | —                     | Bao gồm trong CD tiếng Nhật "808"      |
| 2019 | "LOST"             | —                     | Bao gồm trong CD tiếng Nhật "808"      |
| 2019 | "In My Arms"       | —                     | Bao gồm trong CD tiếng Nhật "808"      |
| 2020 | "Come Back Home"   | Road to Kingdom Final | —                                      |

## Giải thưởng và đề cử
| Năm  | Giải thưởng                  | Hạng mục                      | Đề cử cho | Kết quả   |
| 2019 | Genie Music Awards           | Nghệ sĩ nam mới               | ONEUS     | Đề cử     |
| 2019 | FAN N STAR                   | Ngôi sao đang lên             | ONEUS     | Đoạt giải |
| 2019 | KY STAR AWARDS               | Thần tượng được mong đợi nhất | ONEUS     | Đoạt giải |
| 2019 | Soribada Best K-Music Awards | Nghệ sĩ mới                   | ONEUS     | Đoạt giải |
| 2020 | Soribada Best K-Music Awards | Biểu tượng mới                | ONEUS     | Đoạt giải |
| 2020 | Seoul Music Awards           | Nghệ sĩ mới                   | ONEUS     | Đề cử     |
| 2020 | Seoul Music Awards           | Phổ biến                      | ONEUS     | Đề cử     |
| 2020 | Seoul Music Awards           | Hallyu đặc biệt               | ONEUS     | Đề cử     |

## Chương trình âm nhạc

#### The Show
| Năm  | Ngày        | Bài hát         | Điểm |
| ---- | ----------- | --------------- | ---- |
| 2022 | 13 tháng 9  | "Same Scent"    | 7950 |
| 2022 | 20 tháng 9  | "Same Scent"    | 9370 |
| 2023 | 16 tháng 5  | "Eraseme"       | 6690 |
| 2023 | 10 tháng 10 | "Baila Conmigo" | 8710 |

#### Show Champion
| Năm  | Ngày        | Bài hát      |
| ---- | ----------- | ------------ |
| 2021 | 17 tháng 11 | "Luna"       |
| 2022 | 14 tháng 9  | "Same Scent" |

#### Music Bank
| Năm  | Ngày       | Bài hát         | Điểm |
| ---- | ---------- | --------------- | ---- |
| 2022 | 16 tháng 9 | "Same Scent"    | 8115 |
| 2023 | 6 tháng 10 | "Baila Conmigo" | 5408 |